# León Zeldis Mandel
León Zeldis Mandel. (Buenos Aires, 20 de junio de 1930 - Tel Aviv, 21 de agosto de 2021), 
fue un ingeniero, escritor, diplomático y masón israelí.  Hijo de padres rusos que escaparon de la Rusia bolchevique emigrando a la Argentina si bien, antes de un año, la familia se trasladó a Chile instalándose en el puerto de Valparaíso. Tras residir en este país durante algunos años, adoptó oficialmente la nacionalidad chilena.
En 1952, estudió Ingeniería Textil en Filadelfia (Philadelphia University). Posteriormente realizó estudios adicionales de historia, lingüística y economía en las Universidades de Chile y de Tel Aviv.
Más tarde, ejerció como profesor en la Universidad Técnica del Estado de Santiago de Chile. 
Casado con Luisa Drapkin, de quien ha tenido cuatro hijos, decidió emigrar con su familia a Israel en 1962.
Trabajó en el sector textil como ingeniero de control de calidad hasta 1985  y en los últimos treinta años, hasta su jubilación en 2010 con 80 años de edad, trabajó como traductor técnico.
Es autor de una docena de libros y cientos de artículos sobre distintos aspectos de la Masonería, materia en la que está considerado internacionalmente como un ilustre especialista.

## Obras
Aunque su lengua materna es el español,  Zeldis escribe también en lengua inglesa. Ha escrito varios libros sobre masonería, un diccionario técnico, una novela en inglés (Land of Four Seas : Tierra de los Cuatro Mares), dos colecciones de poemas en español y un libro de cuentos (El Mar Muerto y Otros Cuentos).
Sus publicaciones y artículos han sido traducidos al hebreo, inglés y portugués.

### Títulos
- Estudios Masónicos, La Fraternidad Lodge, Tel Aviv, 1990.
- Organización de la Logia Masónica, (edición privada), Tel Aviv, 1992.
- Masonic Chronology in Context, Kessinger Publishing Co., Kila, MT (USA), 1993.
- Estudos Maçónicos, Editora A Trolha, Brasil, 1995.
- Cronología Masónica y General, Iberediciones, Madrid, 1995.  ISBN 8479160500
- Manual of Organization of the Lodge of Perfection, Supreme Council of Israel, Tel Aviv, 1997.
- Las Canteras Masónicas, Kompás Ediciones, Madrid, 1997.
- Entre la Escuadra y el Compás, Kompás Ediciones, Madrid, 1999.
- El Mar Muerto y otros cuentos, Editorial Parteluz, 1999.  ISBN 978-84-8230-032-0
- As Pedreiras de Salomão ,Editora A Trolha, Londrina, Brasil, 2001.
- Masonic Symbols and Signposts, Anchor Communications, USA, 2003.  ISBN 0935633278
- Land of Four Seas, Biblio Books International, 2003.
- Visión Reciente de Antiguas Letras (edición privada), México, 2005.
- Antigas Letras, Editora A Trolha, Londrina, Brasil, 2006.
- Bnei Or Be’eretz Hakodesh (Hebreo: "Sons of Light in the Holy Land"), Narkisbooks, Herzlia, Israel, 2009.
- Horizontes Masónicos, Editorial Nous, Córdoba, España, 2009.	 ISBN 9788493733209
- Historia de la Logia la Fraternidad No.62 de Tel Aviv, Narkisbooks, Herzlia, Israel, 2011.
- Manual de Organización de una Logia Masónica, México, 2012.

### Artículos
Zeldis es autor de numerosos artículos en español, hebreo, inglés y portugués.

## Vida Masónica
Iniciado el 30 de marzo de 1959 en la Logia América nº 86, Gran Logia de Chile . 
En Israel, se afilió a la Logia George Washington nº 30. En 1970 ayudó a fundar la Logia La Fraternidad nº 62 , primera logia de habla castellana en Israel, siendo su segundo Venerable Maestro en 1971. Posteriormente ha sido fundador de varias logias.
Ha ocupado varios puestos en la oficialidad de la Gran Logia del Estado de Israel , hasta recibir el título de Gran Maestro Adjunto Honorario. 
En la llamada masonería del Arco Real fue Primer Principal del Capítulo Har Sinay y en el Capítulo Supremo de Israel llegó a Gran Capellán. 
En los grados superiores del Rito Escocés Antiguo y Aceptado,  conocidos como "grados filosóficos" de la Masonería, fundó la primera logia de Perfección en castellano (Unión Fraternal nº 10), y tras ocupar varios puestos, en 1996 fue designado Soberano Gran Comendador del Supremo Consejo del Grado 33 del Estado de Israel.
Ha sido representante de las Grandes Logias de España y de Chile ante la Gran Logia de Israel, así como Venerable Maestro de la Logia Antonio Gil nº 82  de Tel Aviv que desarrolla sus trabajos en hebreo. 
Fue director de revistas masónicas, miembro de numerosas instituciones de investigación y está invitado frecuentemente a dictar conferencias sobre la historia, el simbolismo y la filosofía de la Masonería.

## Su labor diplomática
Durante 45 años prestó sus servicios como Cónsul Honorario de Chile en Tel Aviv, hasta jubilarse en 2010. En mérito a su trabajo consular el gobierno chileno le concedió, en enero de 1989, la Orden de Bernardo O'Higgins en grado de Oficial.